# Rohrleitungsplan
Der Rohrleitungsplan ist eine technische Zeichnung für die Planung und den Bau von Rohrleitungen in Großanlagen wie Dampfkraftwerken, Raffinerien und Produktionsstätten der chemischen Industrie. Rohrleitungspläne gehören auch zu den im Schiffbau üblichen Plänen.
Der Rohrleitungsplan wird zusammen mit dem Aufstellungsplan nach der Fertigstellung und Freigabe des RI-Fließbildes erstellt. Im Rohrleitungsplan sind sämtliche Rohrleitungen und teilweise weitere Anlagenteile innerhalb des gesamten Anlagenkomplexes wie beispielsweise einem Maschinenhaus geometrisch korrekt dargestellt. Weiterhin werden die Armaturen und Rohrunterstützungen eingezeichnet.
Der Aufstellungsplan umfasst neben den Rohrleitungen die Aufstellung von weiteren Anlagenteilen wie Pumpen, Wärmeübertrager, Druckbehälter, Reaktionsgefäße und andere Anlagenteile.
Eine vollständige Bemaßung und die Positionierung der Einträge für die Stückliste ist dagegen in vielen Fällen nicht sinnvoll, da dies die Vielzahl der dargestellten Rohrleitungen oftmals nicht möglich erscheinen lässt. Zu diesem Zweck nutzt man das Planungsmittel Rohrleitungsisometrie.